# Луго (Іспанія)
Лу́го (ісп. Lugo) — місто і муніципалітет на північному заході Іспанії, у складі автономної спільноти Галісія, адміністративний центр провінції Луго. Населення муніципалітету станом на 2009 рік становило 97 тис. мешканців, або чверть населення провінції.

## Назва
- Лу́го (ісп. Lugo) — сучасна іспанська назва.
- Лук-Августі (лат. Lucus Augusti) — назва часів римського панування.

## Географія
Місто розташоване на відстані близько 430 км на північний захід від Мадрида.
Через муніципалітет протікає річка Міньо.

### Клімат
Місто знаходиться у зоні, котра характеризується середземноморським кліматом. Найтепліший місяць — серпень із середньою температурою 18 °C (64.4 °F). Найхолодніший місяць — січень, із середньою температурою 5.8 °С (42.4 °F).
| Клімат Луго             | Клімат Луго | Клімат Луго | Клімат Луго | Клімат Луго | Клімат Луго | Клімат Луго | Клімат Луго | Клімат Луго | Клімат Луго | Клімат Луго | Клімат Луго | Клімат Луго | Клімат Луго |
| Показник                | Січ.        | Лют.        | Бер.        | Квіт.       | Трав.       | Черв.       | Лип.        | Серп.       | Вер.        | Жовт.       | Лист.       | Груд.       | Рік         |
| Середній максимум, °C   | 10,1        | 11,7        | 14          | 14,8        | 17,8        | 20,8        | 23,6        | 24,1        | 22,3        | 17,7        | 13,3        | 10,8        | 16,8        |
| Середня температура, °C | 5,8         | 6,9         | 8,4         | 9,6         | 12,3        | 15,2        | 17,7        | 18          | 16,1        | 12,4        | 8,8         | 6,9         | 11,5        |
| Середній мінімум, °C    | 1,5         | 2,2         | 2,7         | 4,4         | 6,8         | 9,5         | 11,9        | 11,8        | 10          | 7,2         | 4,3         | 3           | 6,3         |
| Норма опадів, мм        | 122         | 108         | 86          | 94          | 93          | 52          | 34          | 34          | 77          | 115         | 122         | 146         | 1084        |
| Днів з опадами          | 14          | 13          | 12          | 13          | 13          | 7           | 5           | 5           | 8           | 13          | 14          | 14          | 131         |
| Днів зі снігом          | 1           | 2           | 1           | 1           | 0           | 0           | 0           | 0           | 0           | 0           | 0           | 1           | 6           |
| Вологість повітря, %    | 84          | 80          | 76          | 76          | 75          | 75          | 74          | 73          | 75          | 81          | 85          | 84          | 78          |
| ----------------------- | ----------- | ----------- | ----------- | ----------- | ----------- | ----------- | ----------- | ----------- | ----------- | ----------- | ----------- | ----------- | ----------- |
| Джерело: Weatherbase    |             |             |             |             |             |             |             |             |             |             |             |             |             |

## Історія
У І—V століттях було містом у складі римської провінції Галлеція, центром конвенту.

## Демографія
Динаміка населення (INE ):

## Парафії
Муніципалітет складається з таких парафій:
- Адай, Бакурін, Баскуас, Басар, Бенаде, Бокамаос, Боведа, О-Бурго, Кальде, Камойра, Карбальїдо, Коео, Коесес, Куїнья, Есперанте, Гондар, Лабіо, Ламас, Луго, Масой, Мейлан, Монте-де-Меда, Муша, Омбрейро, Орбасай, О-Оутейро-дас-Камойрас, Педреда, Піас, П'югос, Поутомільйос, Прогало, Ресіміль, Рібас-де-Міньйо, Ромеан, Рубіас, Саа, Сан-Мамеде-дос-Аншос, Сан-Мартіньйо-де-Піньєйро, Сан-Педро-де-Мера, Сан-Роман, Сан-Сальвадор-де-Муша, Сан-Шоан-де-Пена, Сан-Шоан-до-Альто, Сан-Шоан-до-Кампо, Санта-Комба, Санта-Марія-де-Альта, Санта-Марта-де-Фішос, Санталья-де-Боведа-де-Мера, Санто-Андре-де-Кастро, Соньяр, Тейшейро, Тірімоль, Торібле, О-Вераль, Вілача-де-Мера.

## Релігія
- Центр Лугоської діоцезії Католицької церкви.

## Персоналії
- Альфо́нсо III (848—910) — король Астурії (866—910).

## Галерея зображень

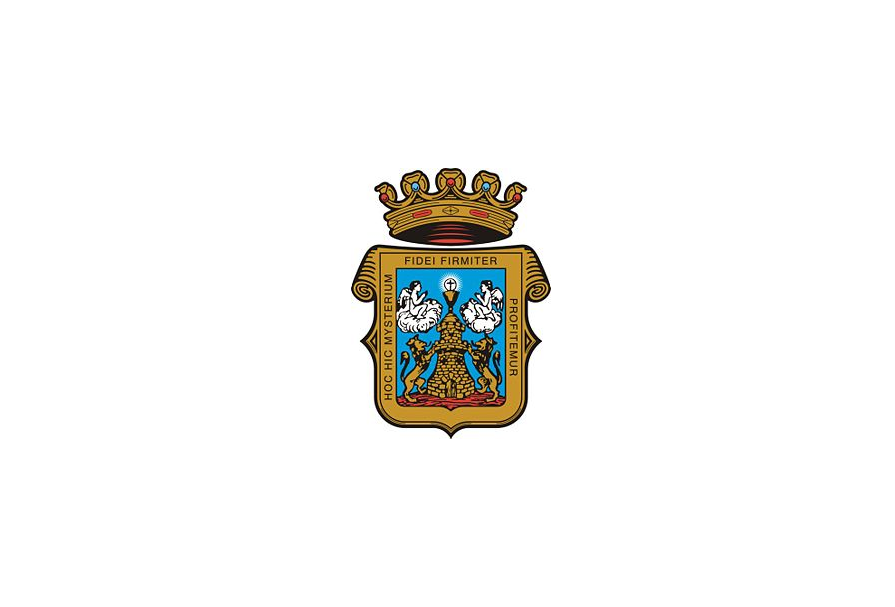
Прапор міста
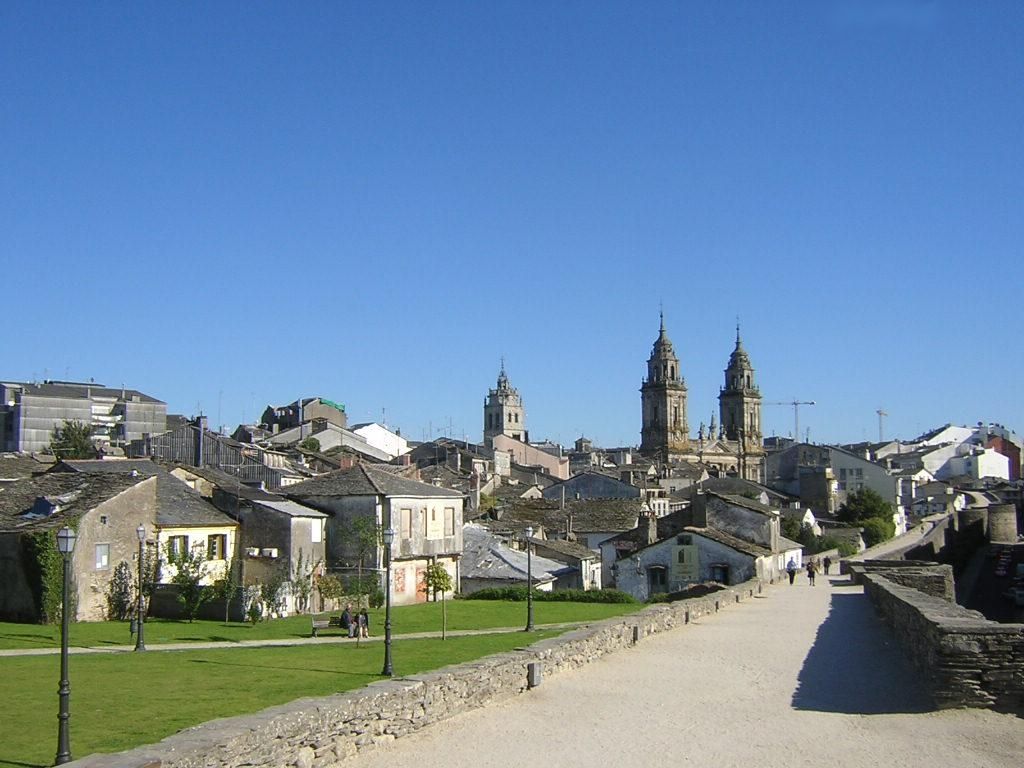
Вид на Луго та його собор з римських стін